# Hunjiang
Hunjiang é uma cidade da província de Jilin, na China. Localiza-se no sudoeste da província, nas margens do rio Hun. Tem cerca de 602 mil habitantes. Foi fundada no século III a.C.